# Іво Рютеманн
Іво Рютеманн (нім. Ivo Rüthemann; 12 грудня 1976, м. Санкт-Галлен, Швейцарія) — швейцарський хокеїст, лівий нападник. 
Вихованець хокейної школи ХК «Давос». Виступав за ХК «Давос», СК «Берн».
В чемпіонатах Швейцарії — 770 матчів (241+295), у плей-оф — 171 матч (53+64).
У складі національної збірної Швейцарії учасник зимових Олімпійських ігор 2002, 2006 і 2010 (15 матчів, 3+3), учасник чемпіонатів світу 1998, 1999, 2000, 2002, 2004, 2005, 2006, 2007, 2009, 2010 і 2011 (74 матчі, 15+20). У складі молодіжної збірної Швейцарії учасник чемпіонатів світу 1995 (група B) і 1996. У складі юніорської збірної Швейцарії учасник чемпіонату Європи 1994.
Досягнення
- Чемпіон Швейцарії (2004, 2010).